# Chrotomys silaceus
Chrotomys silaceus (пацюк водяний лузонський) — вид мишоподібних гризунів родини мишеві (Muridae).

## Поширення
Вид зустрічається тільки на Філіппінах. Ареал обмежується Центральними Кордильєрами на півночі острова Лусон. Цей вид відомий тільки з чотирьох пунктах розкиданих в діапазоні 1,800-2,500 м над рівнем моря.

## Опис

### Розміри
Це гризун невеликого розміру, із загальною довжиною тіла 239—299 мм, довжина хвоста 97–121 мм, довжина стопи 34–39 мм, довжина вух діапазоні 19–23 мм, а вага до 160 г.

### Морфологія
Тіло кремезне. Хутро довге, м'яке, густе і оксамитове. Колір спини темно-сірий з білуватими волосинками, черево трохи світліше з жовтуватим відтінком.

## Спосіб життя
Його природним середовищем проживання є субтропічний або тропічний сухий ліс. Мешкає в густій рослинності у високогірних перехідних гірсько-мохових і лісових біотопах. Харчується дощовими хробаками.

### Розмноження
В однієї самиці спостерігалися два ембріони.